# Thanon Yaowarat

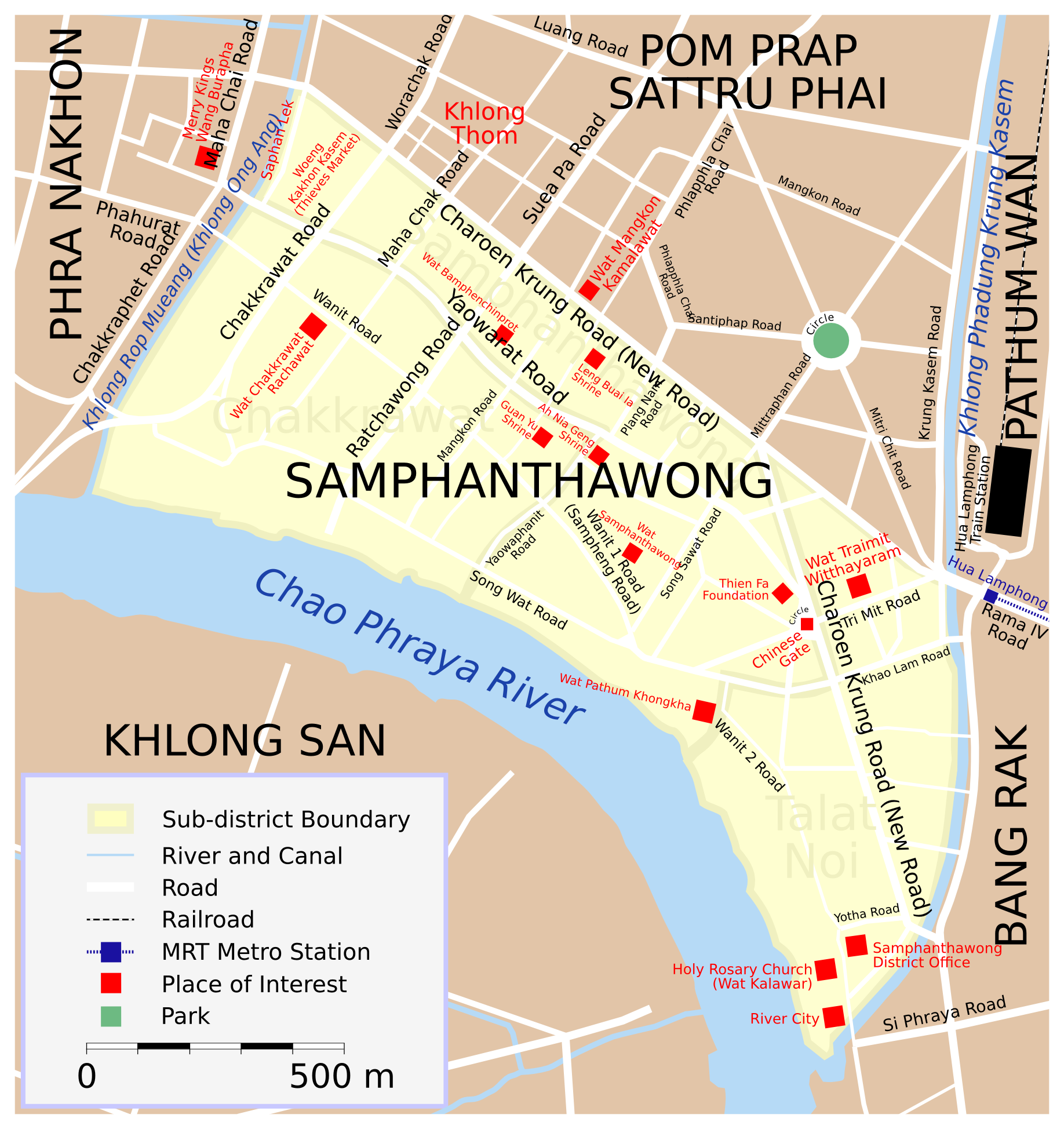
Il distretto di Samphantawong, quasi interamente coperto da Yaowarat ed i suoi mercati

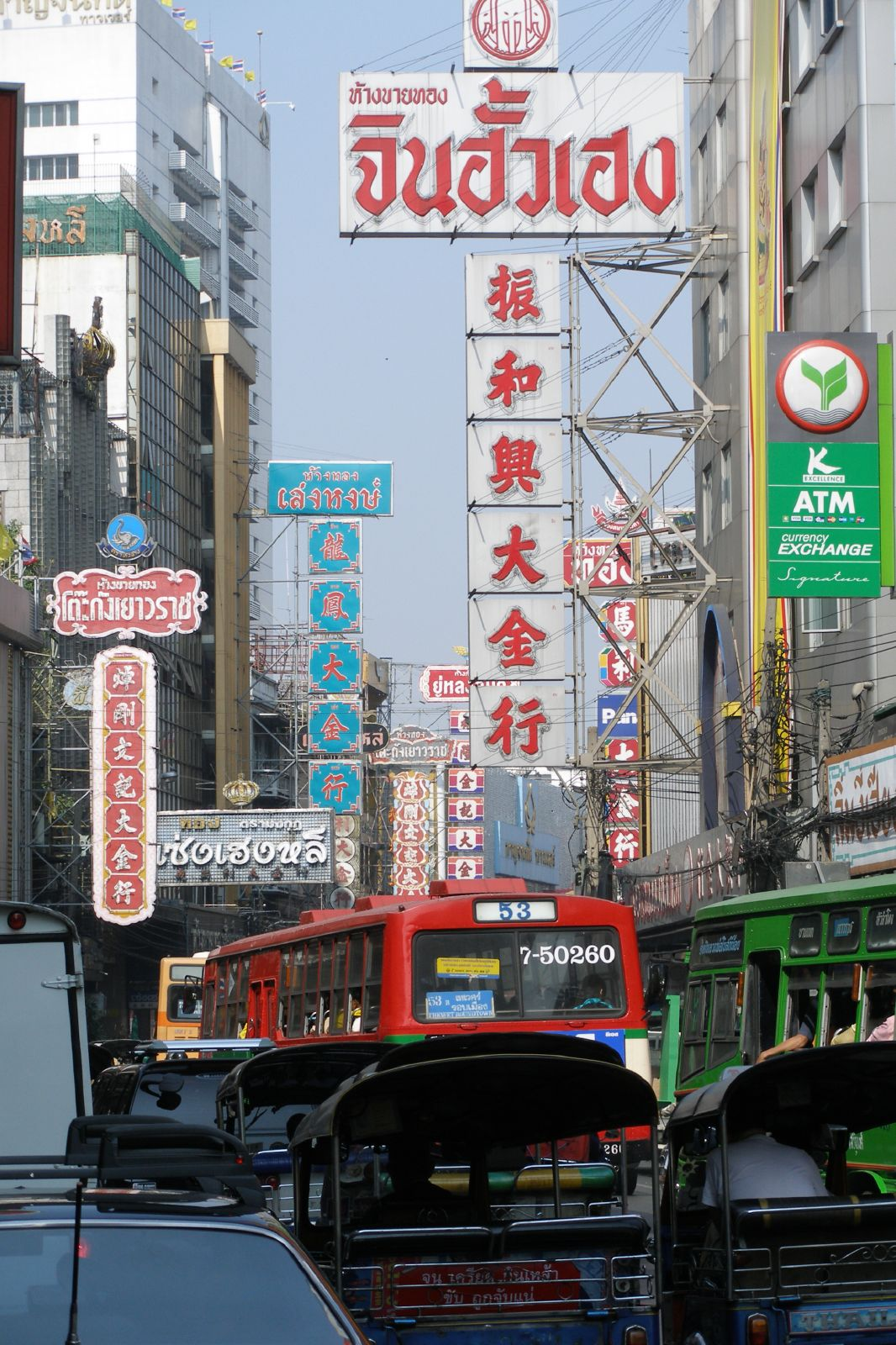

Thanon Yaowarat (strada Yaowarat), in lingua thai ถนนเยาวราช, è una delle vie principali di Bangkok, la capitale della Thailandia. Si trova nel distretto di Samphanthawong e nelle vicinanze di Pahurat, il quartiere indiano della città. 
Questa via è al centro di una delle più antiche Chinatown del mondo, l'omonima Yaowarat, che si sviluppa anche lungo altre vie contigue, tra le quali la Charoen Krung, la Mungkorn, la Songwat, la Songsawat e la Chakkrawat. Thanon Yaowarat si trova nel centro della città e può essere comodamente raggiunta in autobus, in treno, in metropolitana e in vaporetto.
Per le attività che la caratterizzano, Yaowarat è sempre affollata sia dai locali che dai turisti che vi si recano per fare acquisti. Oltre ad essere un grande polo commerciale, ha alcune attrazioni turistiche di rilievo. 

## Storia
Il primo insediamento a Yaowarat fu quello di navigatori cinesi che commerciavano con il Siam ai tempi del Regno di Sukhothai (1238-1438), costruirono alcuni edifici dove alloggiare nei giorni in cui si trattenevano e il posto fu chiamato Sampheng. Il fiorente commercio sino-thailandese che si sviluppò nei secoli successivi portò i sempre più numerosi immigrati cinesi a formare una comunità che si stabilì nell'allora piccolo villaggio di Bangkok, qualche chilometro a nord di Sampheng.
Verso la fine del 1700, il re Rama I scelse quell'area per fondare Rattanakosin, la capitale del nuovo regno omonimo, e attorno a questo insediamento si è sviluppata l'enorme Bangkok. Per far posto ai sontuosi palazzi e templi reali, i residenti cinesi furono fatti trasferire a Sampheng. Alla fine del 1891, quando la città si era ingrandita e l'immigrazione cinese notevolmente aumentata, re Rama V ordinò la costruzione di nuove strade, una delle quali fu Yaowarat. Il nome Yaowarat significa giovane principe, e fu coniato dallo stesso re Rama V in onore del figlio.
La tortuosità della strada, nella tradizione della comunità cinese che vi abita, simboleggia il corpo di un drago, tale conformazione fu scelta adottando i principi del Feng shui, l'antica arte geomantica cinese secondo la quale il drago favorisce la prosperità nel commercio.

## Attività commerciali

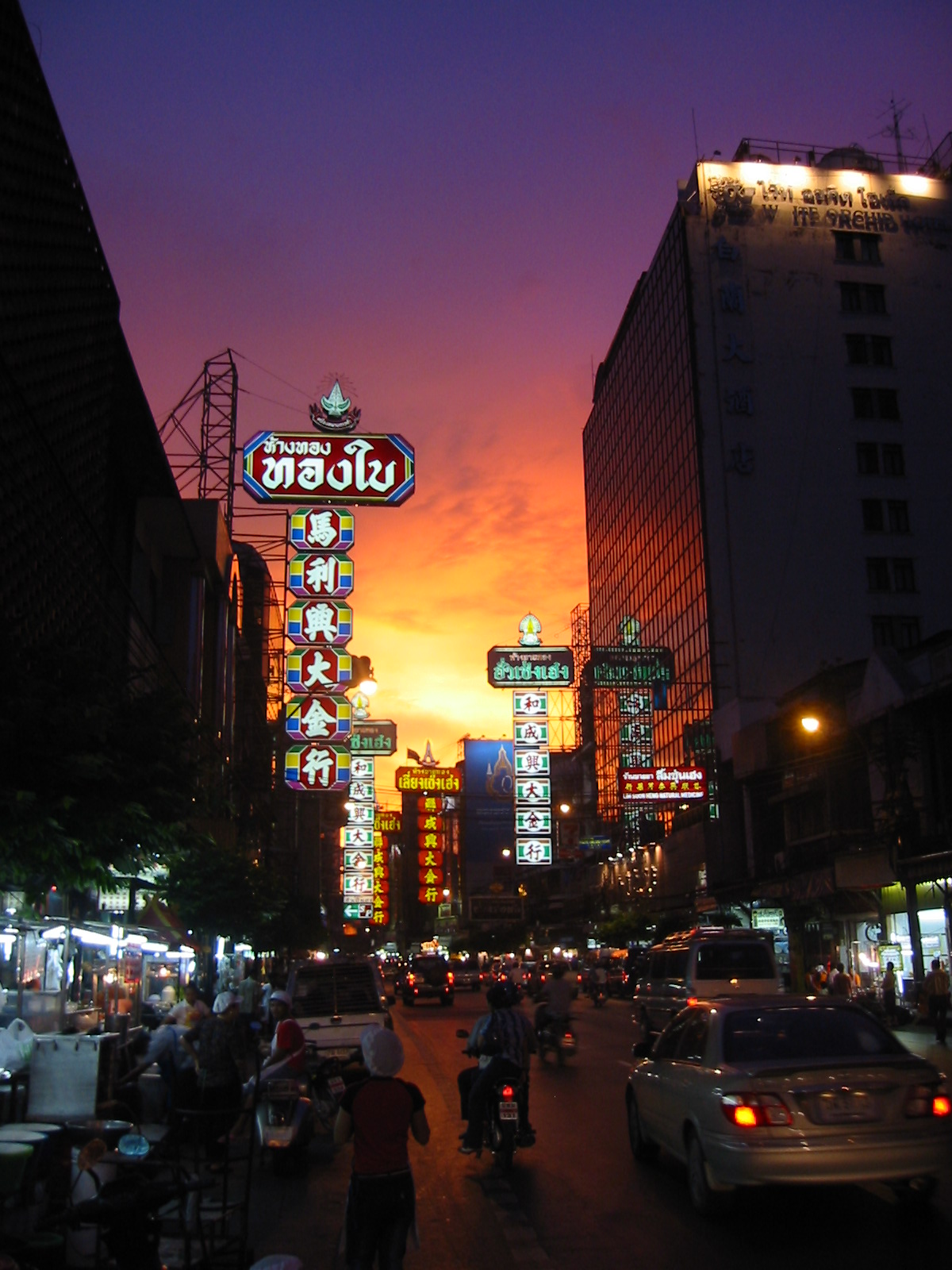
Vista notturna di Yaowarat

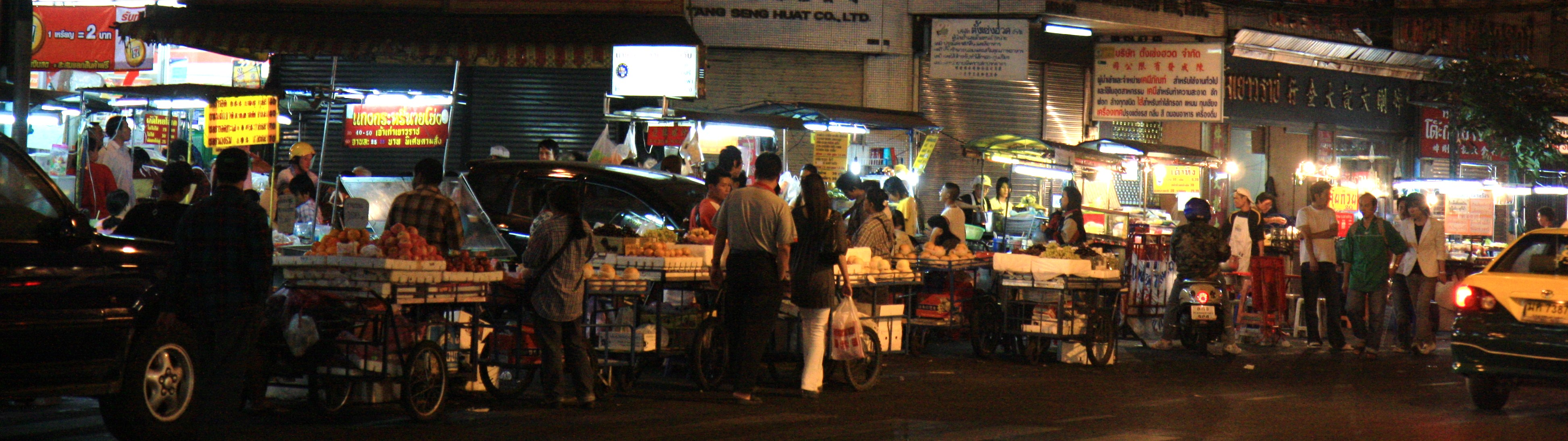
Le bancarelle di Yaowarat prima della chiusura serale

È una delle zone più attive di Bangkok dal punto di vista commerciale ed è famosa per i suoi mercati, in cui si trovano a prezzi economici prodotti di ogni tipo, provenienti prevalentemente dalla Cina. Molti dei negozi vendono i loro articoli sia al dettaglio che all'ingrosso e l'area viene visitata da rivenditori ed esportatori, molti dei quali stranieri. Sono numerosi anche i negozi di oreficeria, più di 130 nella sola Thanon Yaowarat, di prodotti tradizionali cinesi, filiali di banche e agenzie commerciali.
Nel rispetto della tradizione cinese, i commercianti cominciano la trattativa partendo da un prezzo superiore al reale valore di vendita, ed i clienti dovrebbero contrattare tale prezzo.
Yaowarat è nota anche dal punto di vista gastronomico, un'ampia sezione del mercato vende una vasta gamma di prodotti alimentari e vi sono molti ristoranti aperti giorno e notte, in cui si possono degustare ottimi piatti della cucina cinese, tra i quali i nidi di rondine, la costosa zuppa di pinne di squalo, i ravioli detti Jiaozi ed i tradizionali tagliolini cinesi.
La maggior parte dei negozi sono piccoli e stipatissimi, mentre all'esterno vi sono molte bancarelle. L'insieme degli articoli in vendita in questi esercizi con il grande affollamento di acquirenti e turisti che li circonda offre un suggestivo effetto cromatico. I vari mercati sono contigui l'uno con l'altro. L'affollato mercato di Sampeng collega Yaowarat a Phahurat, la zona indiana della città, ed assieme formano un unico grande bazar e uno dei luoghi più frequentati della capitale. Gli acquirenti e i turisti affollano queste zone sia per l'imponente quantità di articoli in vendita che per i prezzi economici.
Data l'alta concentrazione di edifici, la maggior parte dei quali appartengono a ricche famiglie cinesi, nell'area di Yaowarat Road l'acquisto di case e terreni è tra i più costosi di tutta la città, secondo solo a Siam Square.

## Attrazioni turistiche

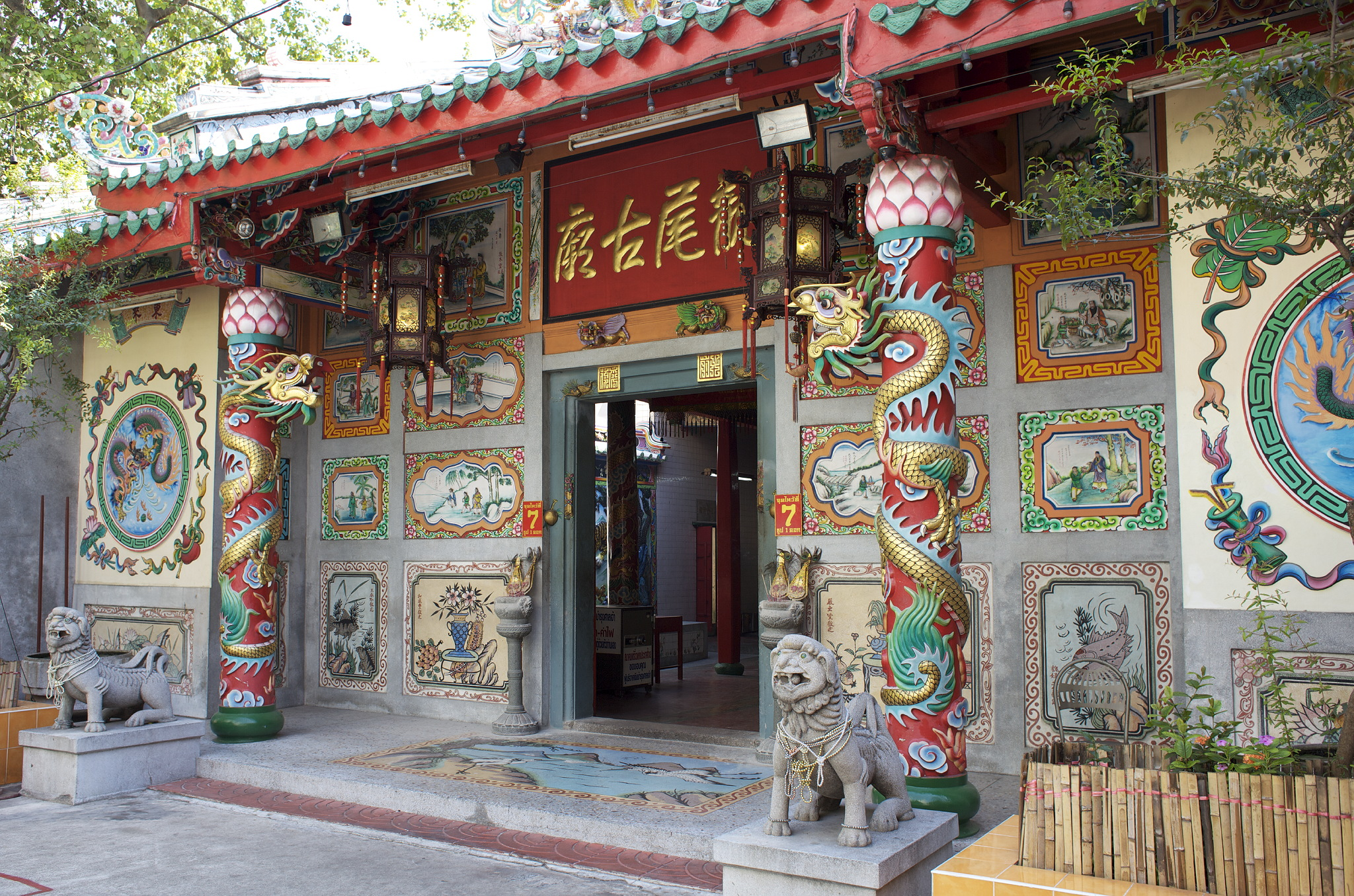
L'ingresso del santuario Leng Buai Ia

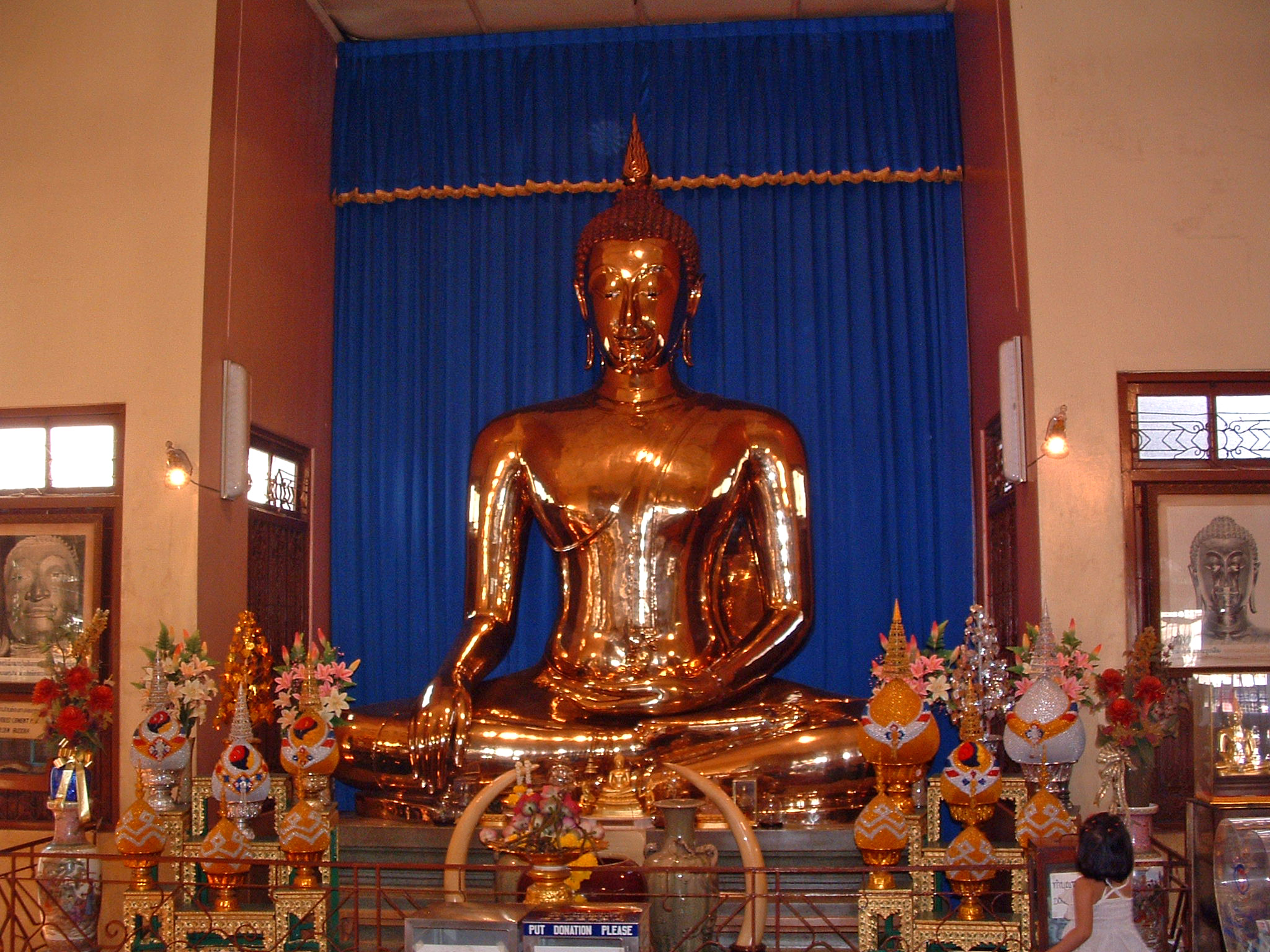
Il Buddha d'oro del Wat Traimit

Tra i vari edifici che si trovano a Yaowarat, va segnalato il Wat Traimit, un tempio buddhista famoso perché al suo interno si trova l'antico e veneratissimo Buddha d'oro. Si tratta di un'imponente statua in oro massiccio del peso di 5,5 tonnellate, salvata dal saccheggio di Ayutthaya, che fu operato dai birmani quando rasero al suolo l'antica capitale abbattendo l'omonimo regno. La maggior parte degli altri templi di Yaowarat sono santuari consacrati al buddhismo cinese, tra essi vanno citati Leng Buai Ia (ศาลเจ้าเล่งบ๊วยเอี๊ยะ), costruito 300 anni fa, Ah Nia Geng (ศาลเจ้าอาเนี้ยเก็ง), Guan Yu (ศาลเจ้าพ่อกวนอู) e Guan Yin.
Quest'ultimo sorge nel cortile dell'ospedale Thianfah Foundation Hospital Aryavalokitesvara Bodhisattva (Guanyin), i cui ambulatori di medicina tradizionale cinese sono sempre affollati, sia per i farmaci naturali che vengono prescritti, sia perché il pagamento delle visite mediche e degli stessi farmaci è a offerta libera. Il complesso appartiene all'omonima fondazione Thian Fah, la più antica associazione filantropica della Thailandia, che nacque per aiutare i poveri ed i cui proprietari sono di etnia cinese.
La festività del capodanno cinese, in gennaio o in febbraio, e quella dedicata alla luna, in settembre, sono celebrate con grandi manifestazioni folkloristiche che richiamano a Yaowarat migliaia di visitatori.

## Filmografia
Nel 2003 è uscito il film Yaowarat, che narra di una sanguinosa guerra fra una gang di cinesi di Yaowarat e una di indiani del vicino quartiere di Pahurat.